# Anime nere (Criaco)
Anime nere è un romanzo di Gioacchino Criaco pubblicato nel 2008.
Il romanzo tratta le vicende di 3 ragazzi dell'Aspromonte non affiliati alla 'Ndrangheta, ma coinvolti in una miriade di situazioni tipiche della malavita. È il viaggio infernale dei tre protagonisti, ma anche di un'intera generazione, attraverso le strade d'Europa. Muteranno il destino loro e quello di migliaia di persone che incontreranno sul loro cammino. Carnefici, ma anche vittime di un male antico nato nelle viscere dell'Aspromonte.
I luoghi principali in cui si svolge la storia sono l'Aspromonte e Milano; inoltre i tre protagonisti si ritroveranno a viaggiare in lungo e in largo per l'Europa a causa dei loro traffici.
Anime nere è il primo libro di una trilogia che, insieme con Zefira e con American taste, ripercorre le piste infernali seguite dai ragazzi che vivono in realtà particolari. Nel primo romanzo, le vite dei ragazzi dell'Aspromonte mostrano come metafora la devianza calabrese: essa rappresenta tutte quelle realtà, in cui le diseguaglianze e le ingiustizie sociali producono fenomeni delinquenziali che fanno dei protagonisti vittime e carnefici.

## Edizioni
- Gioacchino Criaco, Anime nere, Rubbettino Editore, 2008,  p. 210, ISBN 88-498-2083-6.

## Adattamenti
- Anime nere – film del 2014 diretto da Francesco Munzi, in concorso alla 71ª edizione del Festival di Venezia.